# Otello Fabri
Otello Fabri (Terni, 9 ottobre 1919 – 6 dicembre 2001) è stato un pittore e incisore italiano.

## Biografia
Ha iniziato il proprio percorso artistico realizzando modanature architettoniche, prima a Terni, con il padre Vincenzo, e poi a Roma, in una bottega di formatori e stuccatori. Negli anni 1950 ha cominciato a dipingere olii, acquerelli e pastelli, rappresentando soprattutto paesaggi umbri. Il disegno è alla base della sua opera pittorica e incisoria.
Negli anni 1960 la sua pittura si evolve: il colore acquista luminosità e corposità e tra i soggetti compaiono volti, figure e nudi femminili.
Negli anni 1970 si perfeziona a Venezia nella grafica, mentre si ispira alla luce e ai colori di Nizza per le sue opere.
Ha tenuto mostre in Italia, negli Stati Uniti, in Sud Africa, in Francia, in Svizzera, in Grecia, in Inghilterra e in Croazia e le sue opere sono presenti in collezioni d'arte di tutto il mondo.
Nel 1972 ha donato 60 opere tra olii, acquerelli, disegni e incisioni alla Pinacoteca comunale di Terni ed ha ricevuto dall'amministrazione civica una medaglia d'oro. Nel 1976 ha realizzato 6 acqueforti ispirate a poesie del poeta dialettale ternano Furio Miselli. Dopo la sua morte, nel 2013 il comune di Terni gli ha intitolato un largo nel centro storico. Dal 2022 un corpo di tredici opere di grafica d’arte realizzate con l’uso di varie tecniche (acquaforte, acquatinta, puntasecca, xilografia) sono parte della collezione permanente del Montecatini Contemporary Art.